# Fox Point, Wisconsin
Fox Point là một làng thuộc quận Milwaukee, tiểu bang Wisconsin, Hoa Kỳ. Năm 2006, dân số của làng này là 7012 người.